# Laura Pérez Vernetti

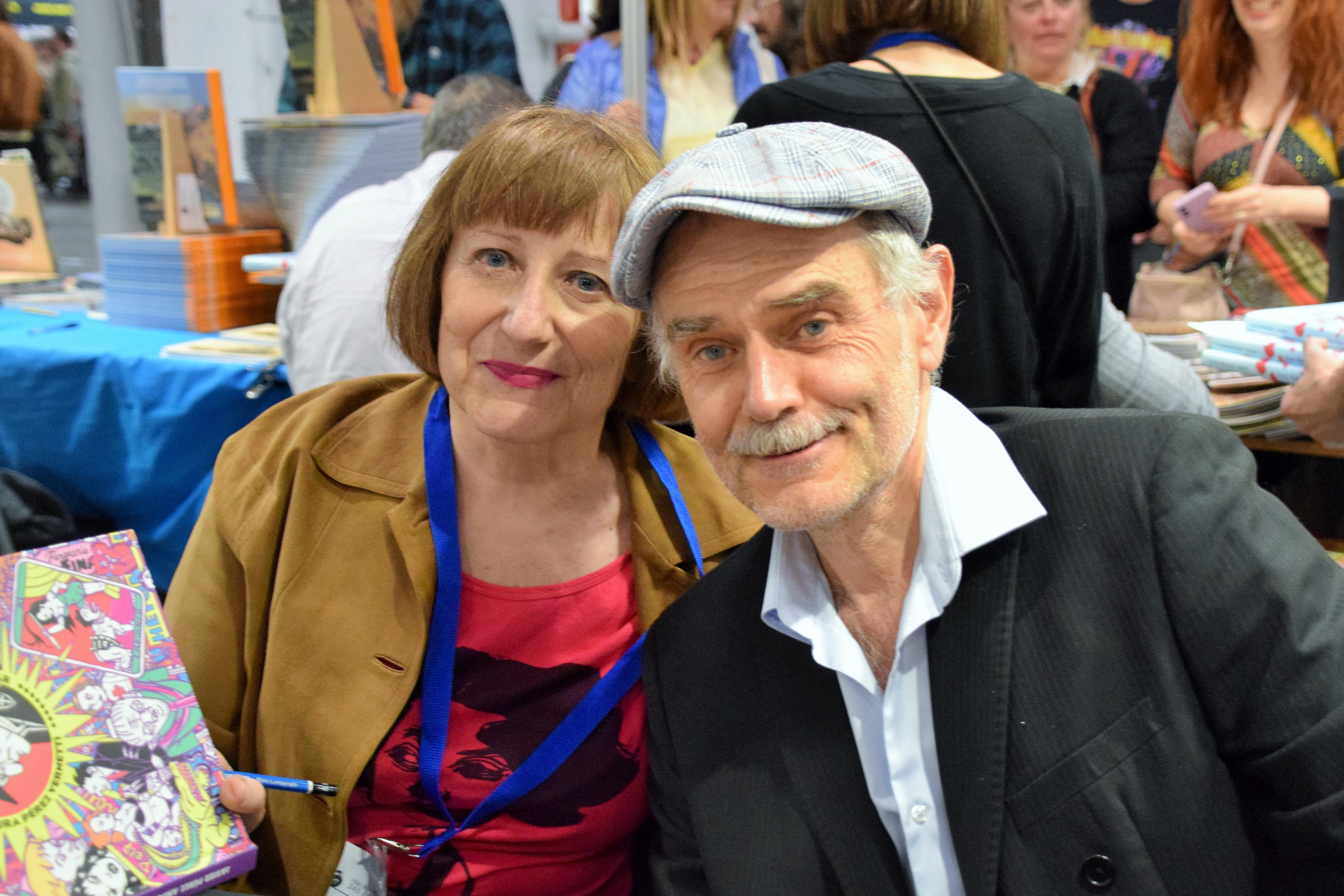
Vernetti con Javier Pérez Andújar dedicando ejemplares de El designio en el 42 Comic Barcelona (2024).

Laura Pérez Vernetti-Blina (Barcelona, 1958), que firma como Laura, es una dibujante de historietas e ilustradora española. Colaboradora habitual de la revista El Víbora en sus inicios, ha trabajado con guionistas como Antonio Altarriba, Joseph Marie Lo Duca y sobre todo Felipe Hernández Cava .

## Biografía
Tras licenciarse en Bellas Artes en la especialidad de pintura, trabajó durante diez años (1981-1991) para la revista El Víbora. Entre 1982 y 1984, expuso sin interrupción en el Salón del Cómic de Barcelona. Ediciones La Cúpula le editó los monográficos El Toro Blanco (1989) con Joseph Marie Lo Duca y La Trampa (1990). 
En los siguientes años ha participado en los álbumes colectivos Nous Sommes les Maures (Éditions Amok, 1998), 11 M, Once Miradas (2005) y Nuestra Guerra Civil (Ariadna Editorial, 2006), todos con guiones de Felipe Hernández Cava. Con el escritor madrileño, creó además Macande (Ikusager, 2000), sobre el cantaor Gabriel Díaz Fernández, y Sarà Servito (Edicions De Ponent, 2010). Para esta última obra, ambientada en la Venecia del siglo XVIII, contó con una subvención a las artes plásticas de la Fundación Arte y Derecho.
También para Edicions de Ponet, dibujó Las Mil y una Noches (2002), otra vez con Joseph Marie Lo Duca, y Amores Locos (2005) y El brillo del gato negro (2008) con Antonio Altarriba. En junio de 2006 fue incluida en la exposición Los mejores lápices d colores del mundo de Roma, junto a otras destacadas ilustradoras.
En 2018 fue ganadora del Gran premio del 36º Salón Internacional del Cómic de Barcelona..